# 4 de julho
4 de julho é o 185.º dia do ano no calendário gregoriano (186.º em anos bissextos). Faltam 180 dias para acabar o ano.

## Eventos históricos

1776: Independência dos Estados Unidos

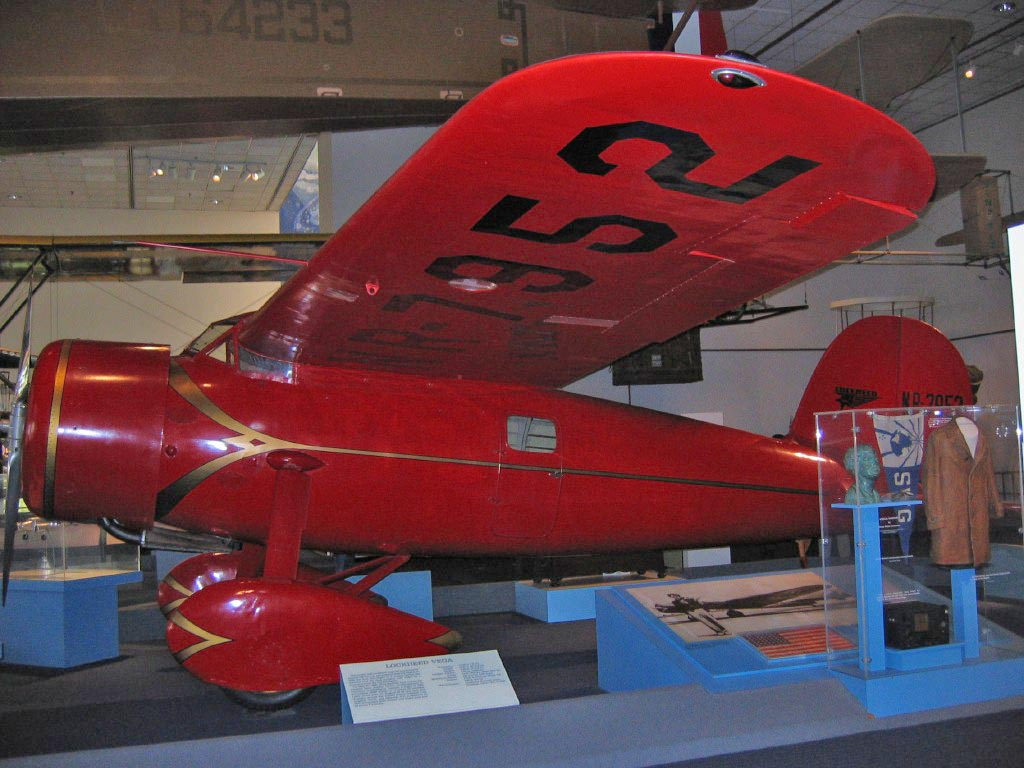
1927: Primeiro voo do Lockheed Vega

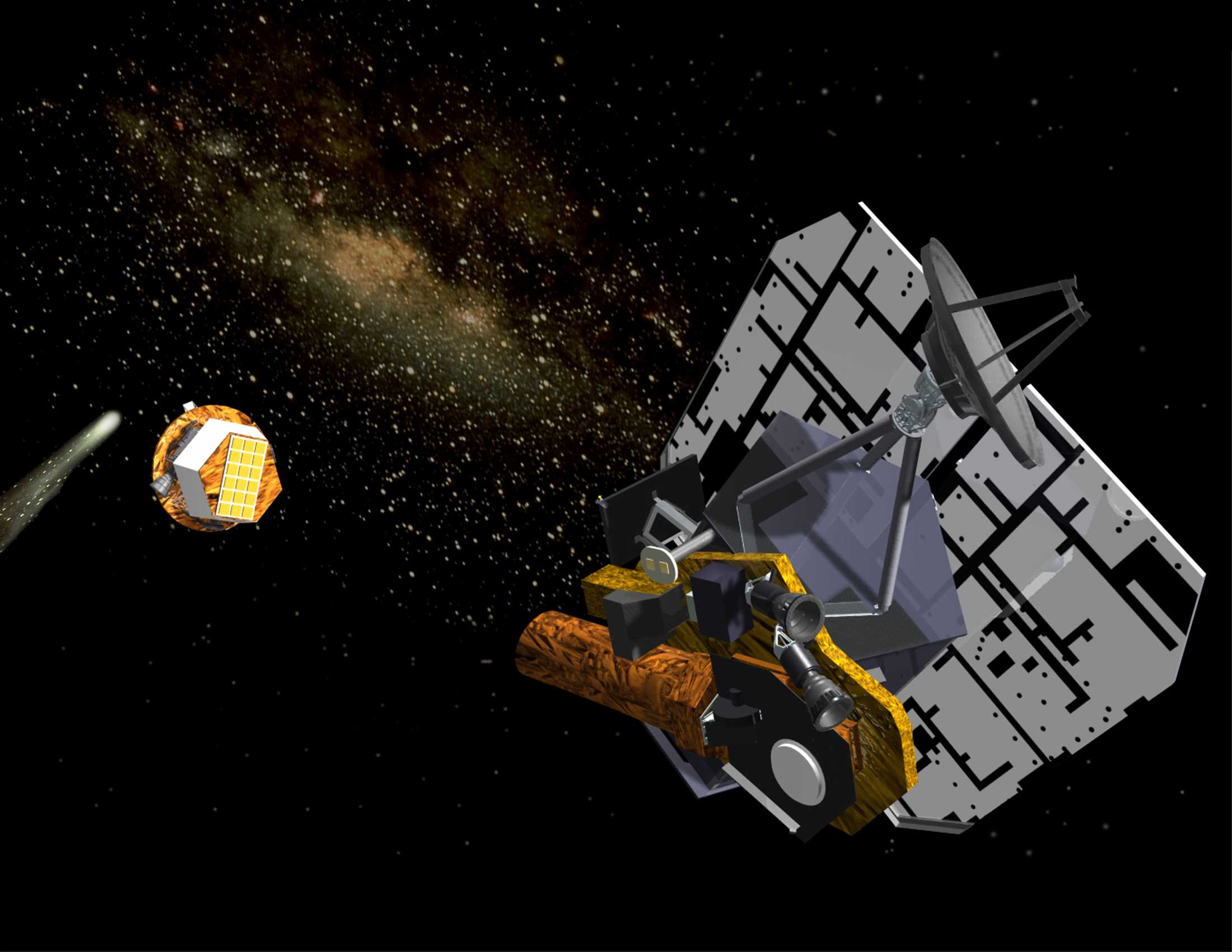
2005: Concepção artística mostra a Deep Impact e a Impactor ao fundo.

- 362 a.C. — Batalha de Mantineia: os tebanos, liderados por Epaminondas, derrotam os espartanos.
- 0414 — O imperador Teodósio II, aos 13 anos de idade, cede o poder a sua irmã mais velha, Élia Pulquéria, que reinou como regente e se proclamou imperatriz (Augusta) do Império Romano do Oriente.
- 0836 — Pacto de Sicardo, tratado de paz entre o Principado de Benevento e o Ducado de Nápoles, é assinado.
- 0993 — Ulrico de Augsburgo é canonizado como santo.
- 1054 — Uma supernova é observada pelos chineses da Dinastia Song e possivelmente pelos povos ameríndios próximo à estrela ζ Tauri. Permanece, durante meses a fio, brilhante o suficiente para ser vista durante o dia. Seus restos formam a Nebulosa do Caranguejo.
- 1187 — Cruzadas: o sultão Saladino do Egito e da Síria derrota os cruzados comandados por Guido de Lusignan na Batalha de Hatim.
- 1456 — Guerras otomano-húngaras: começa o cerco de Nándorfehérvár (Belgrado).
- 1610 — Os russos e seus aliados suecos sofrem derrota na Batalha de Klushino na Guerra Polaco-Russa. Isto tem consequências para o czar Basílio IV, que é deposto pouco depois.
- 1776 — Revolução Americana: a Declaração de Independência dos Estados Unidos é adotada pelo Segundo Congresso Continental.
- 1802 — Em West Point, Nova York, é inaugurada a Academia Militar dos Estados Unidos.
- 1803 — Expansão territorial dos Estados Unidos da América: A Compra da Luisiana é anunciada ao povo dos Estados Unidos.
- 1837 — Inauguração na Grã-Bretanha da Grand Junction Railway entre Birmingham e Liverpool, a primeira ferrovia de longa distância do mundo.
- 1862 — Lewis Carroll conta a Alice Liddell uma história que se transformaria em Alice no País das Maravilhas e suas sequências.
- 1863
  - Guerra Civil Americana: Cerco de Vicksburg: Vicksburg, Mississippi se rende às forças dos Estados Unidos sob o comando de Ulysses S. Grant após 47 dias de cerco.
  - Guerra Civil Americana: o Exército da Virgínia do Norte se retira do campo de batalha após perder a Batalha de Gettysburg, sinalizando o fim da invasão confederada do território estadunidense.
- 1879 — Guerra Anglo-Zulu: a capital da Zululândia, Ulundi, é capturada pelas tropas britânicas e totalmente queimada, encerrando a guerra e forçando o rei Cetshwayo a fugir.
- 1892 — A Samoa Ocidental muda a Linha Internacional de Data, fazendo com que a segunda-feira (4 de julho) ocorra duas vezes, resultando em um ano com 367 dias.
- 1894 — A breve República do Havaí é proclamada por Sanford B. Dole.
- 1898
  - Santos Dumont voa em Paris a bordo do seu primeiro balão o Brésil.
  - Na rota de Nova Iorque para Le Havre, o SS La Bourgogne colide com outro navio e afunda na costa da Ilha Sable, com a perda de 549 vidas.
- 1903 — Oficialmente encerrada a Guerra Filipino-Americana.
- 1914 — O funeral do arquiduque Francisco Ferdinando e sua esposa Sofia ocorre em Viena, seis dias após seus assassinatos em Saraievo.
- 1918
  - Primeira Guerra Mundial: a Batalha de Hamel, um ataque bem-sucedido do Corpo Australiano contra posições alemãs perto da cidade de Le Hamel, Somme, na Frente Ocidental.
  - Maomé V morre aos 73 anos e o sultão otomano Maomé VI ascende ao trono.
  - Os bolcheviques matam o czar Nicolau II da Rússia e sua família (data do calendário juliano).
- 1927 — Primeiro voo do Lockheed Vega.
- 1934 — Leó Szilárd patenteia o projeto de reação em cadeia que mais tarde seria usado na bomba atômica.
- 1937 — É inaugurado o Estádio Adelmar da Costa Carvalho, em uma partida dos Clássicos das Multidões, onde o Sport vence o Santa Cruz com o placar de 6 x 5
- 1941 — Tropas nazistas massacram cientistas e escritores poloneses na cidade ucraniana de Lviv.
- 1942 — Segunda Guerra Mundial: o cerco de 250 dias de Sebastopol na Crimeia termina quando a cidade cai para as forças do Eixo.
- 1943 — Segunda Guerra Mundial: a Batalha de Kursk, a maior batalha em larga escala da história e a maior batalha de tanques do mundo, começa na vila de Prokhorovka.
- 1945 — O cruzador brasileiro Bahia explode durante um exercício de treinamento no Oceano Atlântico, com apenas um pequeno número de sobreviventes sendo resgatados dias depois.
- 1946 — Após 381 anos de domínio colonial quase contínuo por várias potências, as Filipinas alcançam total independência dos Estados Unidos.
- 1950 — Guerra Fria: primeira transmissão da Radio Free Europe.
- 1951 — William Shockley anuncia a invenção do transistor de junção bipolar.
- 1959 — Maria Esther Bueno se torna a primeira pessoa de nacionalidade brasileira a vencer um Grand Slam de tênis, no Torneio de Wimbledon.
- 1961 — Em sua viagem inaugural, o submarino soviético K-19, movido a energia nuclear, sofre uma perda completa de refrigerante em seu reator. A tripulação consegue efetuar reparos, mas 22 deles morrem de envenenamento por radiação nos dois anos seguintes.
- 1976 — Comandos israelenses atacam o aeroporto de Entebbe, em Uganda, resgatando todos, com exceção de quatro, dos passageiros e a tripulação de um avião da Air France sequestrado por terroristas palestinos.
- 1994 — Genocídio ruandês: Kigali, a capital ruandesa, é capturada pela Frente Patriótica Ruandesa, pondo fim ao genocídio na cidade.
- 1997 — A nave não tripulada da NASA, Mars Pathfinder, pousa em Marte e mostra as primeiras imagens da superfície do planeta vermelho.
- 1998 — O Japão lança a sonda Nozomi a Marte, juntando-se aos Estados Unidos e à Rússia como nação exploradora do espaço.
- 2002 — Um Boeing 707 cai perto do Aeroporto Internacional Bangui M'Poko em Bangui, República Centro-Africana, matando 28 pessoas.[1]
- 2004 — A pedra fundamental da Freedom Tower é colocada no local do World Trade Center em Nova Iorque.
- 2005 — O Impactor Deep Impact atinge o cometa Tempel 1.
- 2009 — A coroa da Estátua da Liberdade reabre ao público após oito anos de fechamento devido a preocupações de segurança após os ataques de 11 de setembro.
- 2012 — Anunciada pela CERN a descoberta de partículas consistentes com o Bóson de Higgs no Grande Colisor de Hádrons.
- 2020 — Inundações em Kyushu, Japão, matam pelo menos 56 pessoas.[2]

## Nascimentos

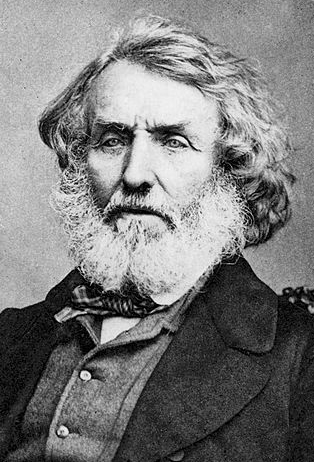
George Everest

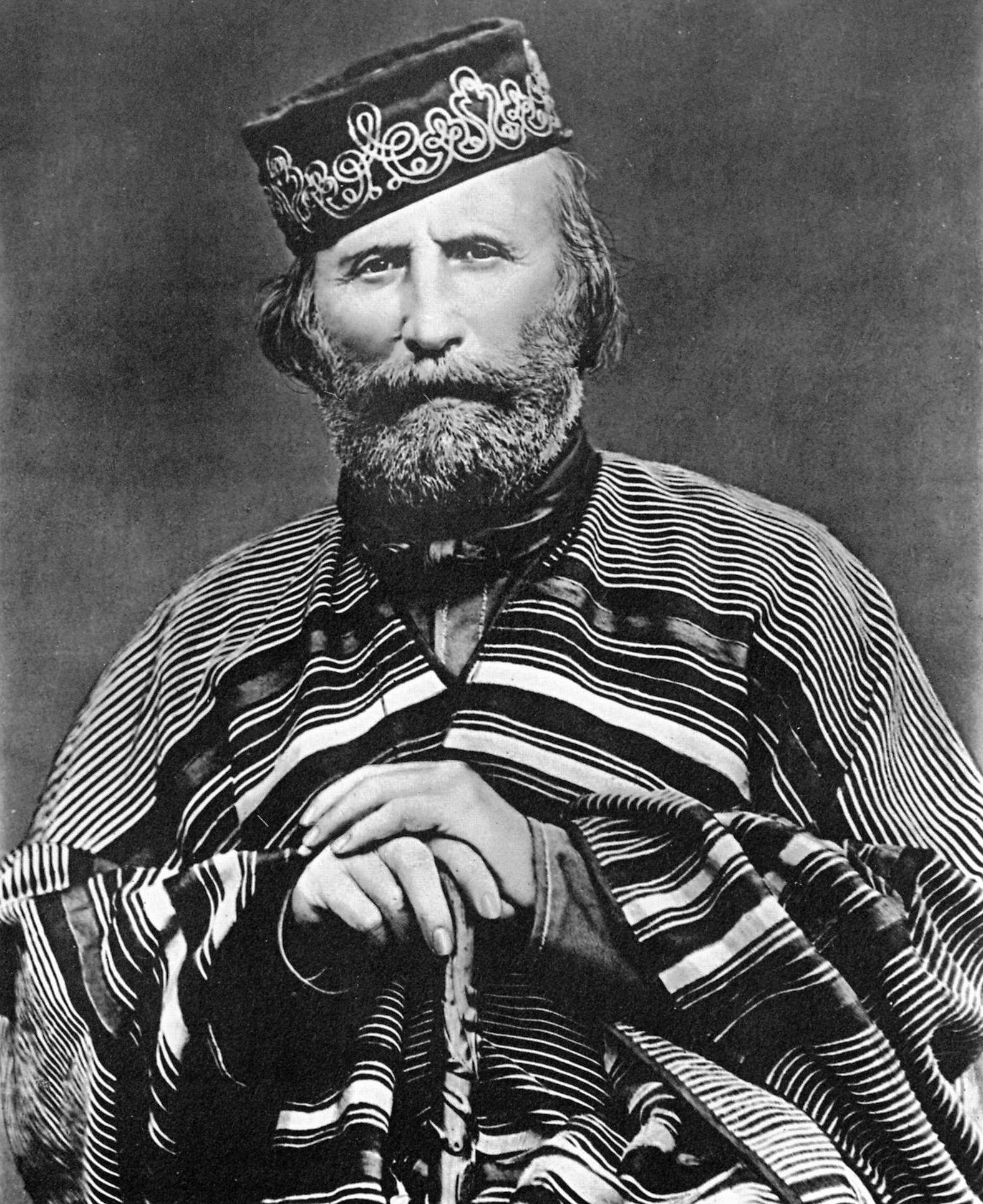
Giuseppe Garibaldi

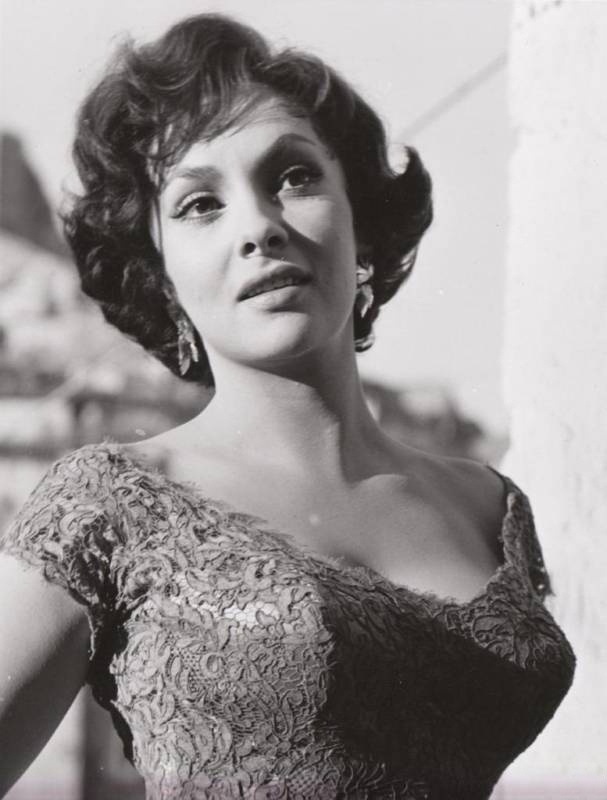
Gina Lollobrigida

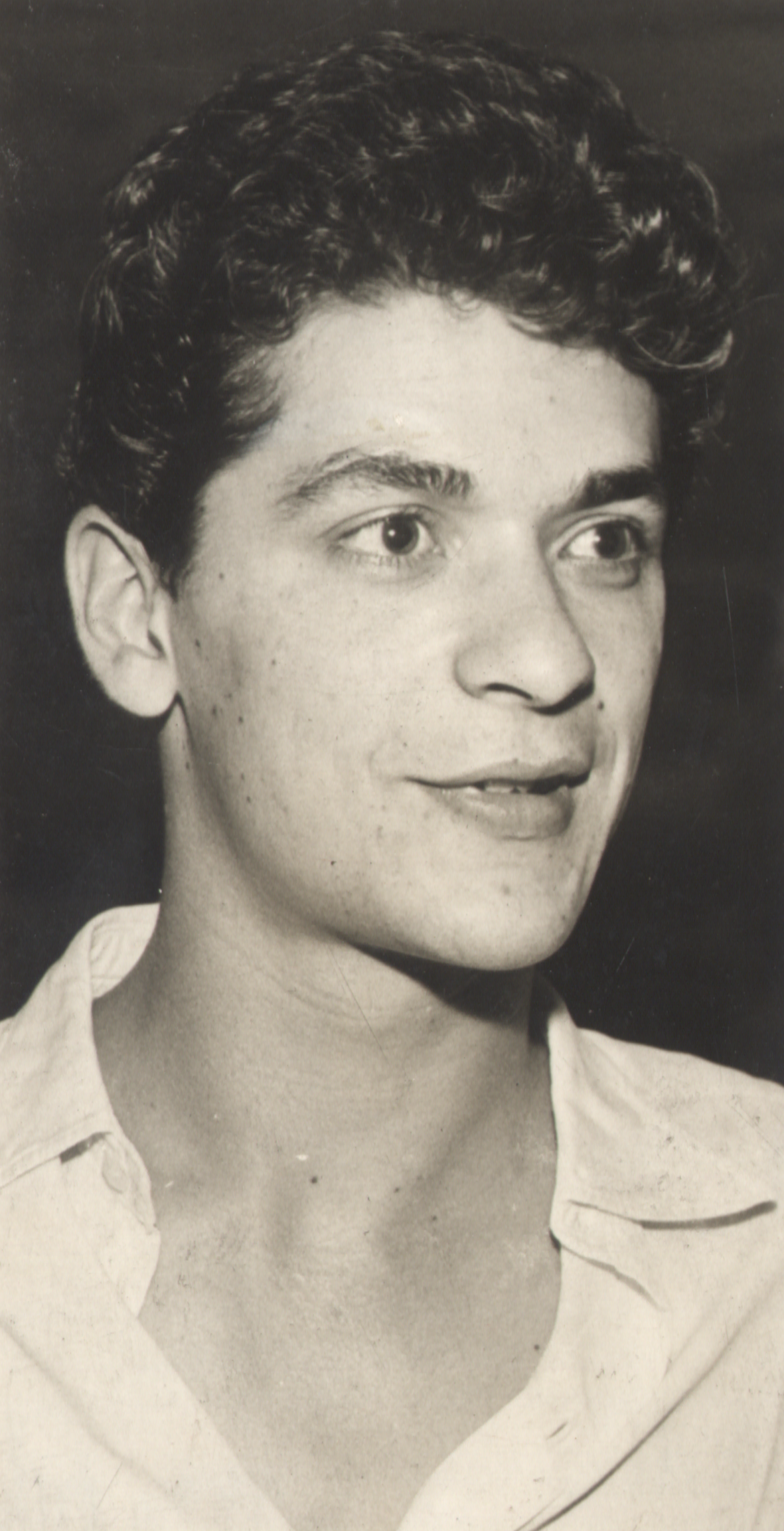
Oduvaldo Vianna Filho

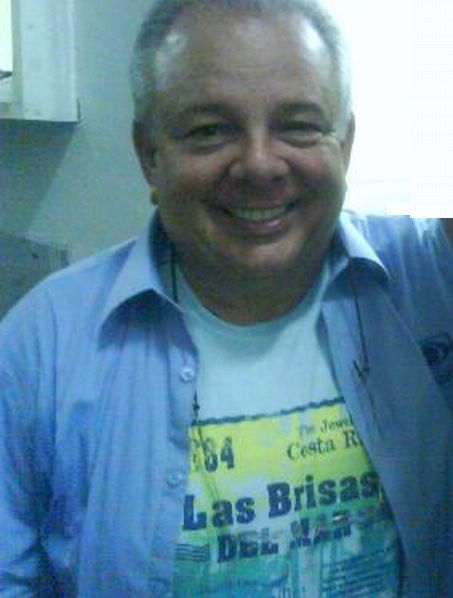
Luciano do Valle

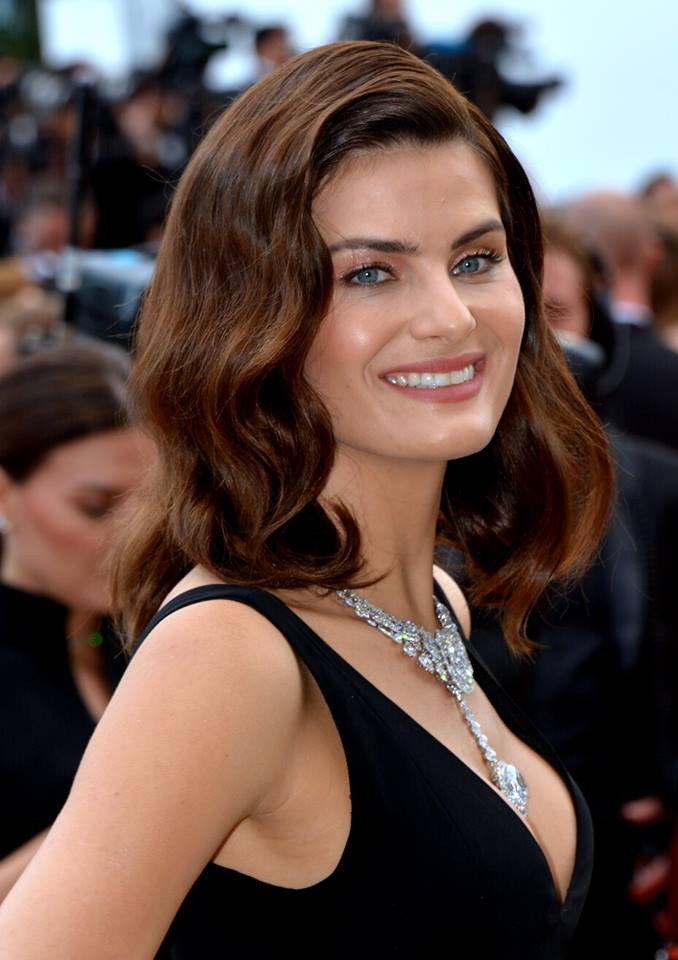
Isabeli Fontana

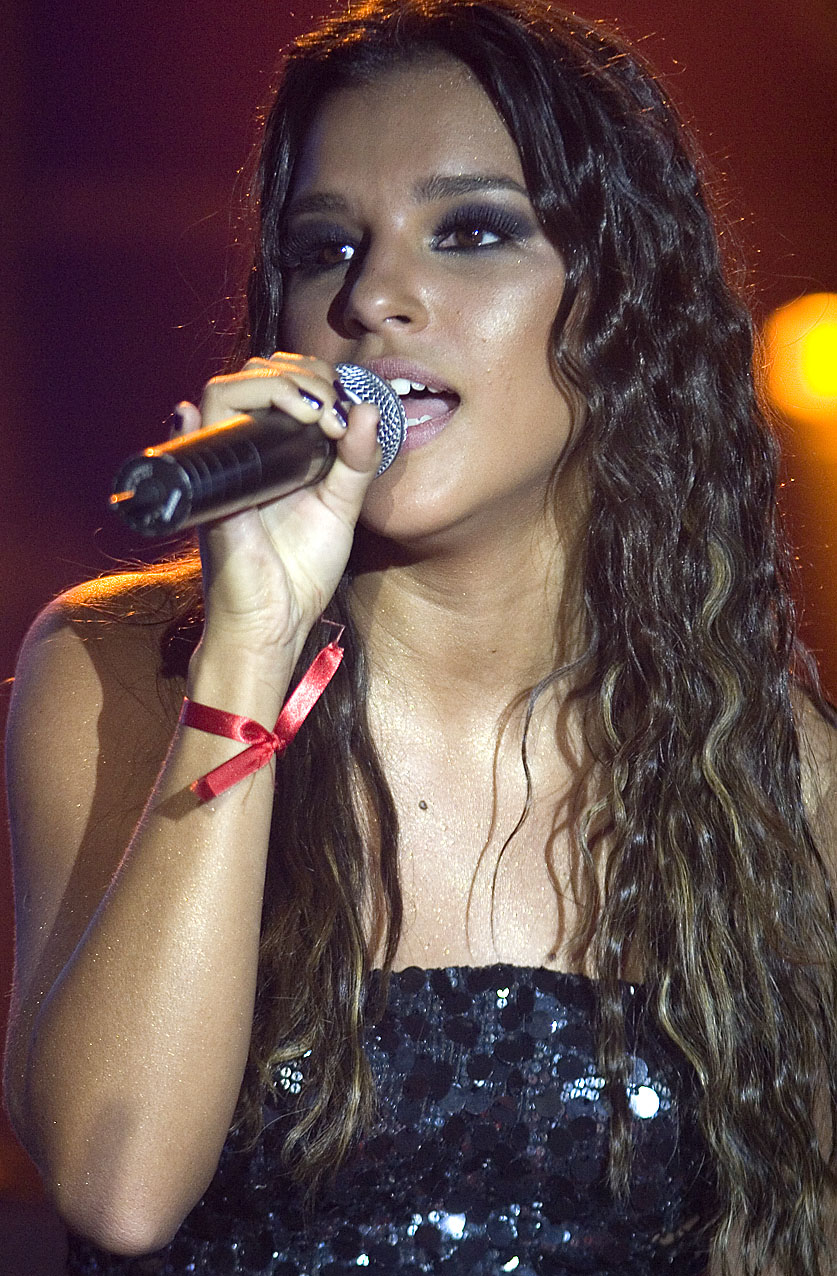
Mariana Rios

### Anterior ao século XIX
- 0068 — Salonina Matídia, nobre romana (m. 119).
- 1330 — Ashikaga Yoshiakira, xogum japonês (m. 1367).
- 1477 — Johannes Aventinus, humanista, historiador e filólogo alemão (m. 1534).
- 1543 — Murade III, sultão otomano (m. 1595).
- 1665 — Ana Frederica Filipina de Eslésvico-Holsácia-Sonderburgo-Wiesenburgo, nobre alemã (m. 1748).
- 1694 — Louis-Claude Daquin, compositor francês (m. 1772).
- 1715 — Christian Fürchtegott Gellert, poeta alemão (m. 1769).
- 1753 — Jean-Pierre Blanchard, balonista e inventor francês (m. 1809).
- 1756 — William Rush, escultor estadunidense (m. 1833).
- 1767 — Takizawa Bakin, escritor japonês (m. 1848).
- 1768 — Carl August von Eschenmayer, filósofo e médico alemão (m. 1852).
- 1790 — George Everest, geógrafo britânico (m. 1866).
- 1799 — Óscar I da Suécia (m. 1859).

### Século XIX
- 1801 — Isabel Maria de Bragança, regente de Portugal (m. 1876).
- 1804 — Nathaniel Hawthorne, escritor estadunidense (m. 1864).
- 1807 — Giuseppe Garibaldi, patriota italiano (m. 1882).
- 1826 — Stephen Foster, compositor estadunidense (m. 1864).
- 1837 — Carolus-Duran, pintor francês (m. 1917).
- 1842 — Hermann Cohen, filósofo alemão (m. 1918).
- 1854
  - Victor Babeş, médico e biólogo romeno (m. 1926).
  - Alexandru Marghiloman, político romeno (m. 1925).
- 1866 — Emílio de Meneses, jornalista e poeta brasileiro (m. 1918).
- 1868 — Henrietta Leavitt, astrônoma estadunidense (m. 1921).
- 1872 — Calvin Coolidge, político estadunidense (m. 1933).
- 1880 — Paul Pascal, químico, mineralogista e metalurgista francês (m. 1968).
- 1883 — Rube Goldberg, cartunista estadunidense (m. 1970).
- 1892 — Russell A. Gausman, diretor de arte estadunidense (m. 1963).
- 1898 — Gertrude Lawrence, atriz britânica (m. 1952).
- 1899 — Benjamin Péret, poeta francês (m. 1959).
- 1900 — Robert Desnos, poeta francês (m. 1945).

### Século XX

#### 1901–1950
- 1902 — Abe Saperstein, empresário estadunidense (m. 1966).
- 1905 — Lionel Trilling, professor, escritor e crítico literário britânico (m. 1975).
- 1906 — Emídio Santana, anarco-sindicalista português (m. 1988).
- 1907 — Thomas Carr, cineasta e ator estadunidense (m. 1997).
- 1908 — Adolfo Casais Monteiro, poeta, ensaísta e crítico literário português (m. 1972).
- 1909 — Robert Burks, diretor de fotografia estadunidense (m. 1968).
- 1910 — Gloria Stuart, atriz estadunidense (m. 2010).
- 1911 — Mitch Miller, músico estadunidense (m. 2010).
- 1912 — Viviane Romance, atriz francesa (m. 1991).
- 1914 — Nuccio Bertone, empresário italiano (m. 1997).
- 1915 — Helmut Hudel, militar alemão (m. 1985).
- 1918
  - Johnnie Parsons, automobilista estadunidense (m. 1958).
  - Taufa'ahau Tupou IV, rei tonganês (m. 2006).
  - Edward Craven Walker, inventor britânico (m. 2000).
- 1921
  - Gérard Debreu, economista francês (m. 2004).
  - Karl Aage Hansen, futebolista dinamarquês (m. 1990).
- 1923 — George Mostow, matemático estadunidense (m. 2017).
- 1924
  - Eva Marie Saint, atriz estadunidense.
  - Delia Fiallo, roteirista e escritora cubana (m. 2021).
  - Fernando Romeo Lucas García, militar e político guatemalteco (m. 2006).
- 1926
  - Alfredo Di Stéfano, futebolista e treinador de futebol argentino (m. 2014).
  - Wolfgang Seidel, automobilista alemão (m. 1987).
- 1927
  - Gina Lollobrigida, atriz italiana (m. 2023).
  - Neil Simon, teatrólogo e roteirista estadunidense (m. 2018).
- 1928 — Giampiero Boniperti, futebolista e dirigente esportivo italiano (m. 2021).
- 1929
  - Anescarzinho do Salgueiro, cantor, instrumentista e compositor brasileiro (m. 2000).
  - Darío Castrillón Hoyos, cardeal colombiano (m. 2018).
  - Luiz Lopes Correa, jornalista brasileiro (m. 1999).
- 1930 — João Loredo, ator, diretor e cantor brasileiro (m. 2012).
- 1931
  - Sébastien Japrisot, escritor, diretor e roteirista francês (m. 2003).
  - Stephen Boyd, ator irlandês (m. 1977).
- 1934 — James Hamilton, 5.º Duque de Abercorn.
- 1936
  - David Martins Miranda, líder religioso brasileiro (m. 2015).
  - Sônia Mamede, atriz brasileira (m. 1990).
  - Vianinha, dramaturgo, roteirista e ator brasileiro (m. 1974).
- 1937
  - Thomas Nagel, filósofo estadunidense.
  - Sônia da Noruega.
- 1938
  - Ernie Pieterse, automobilista sul-africano (m. 2017).
  - Bill Withers, cantor e compositor norte-americano (m. 2020).
- 1939 — Kim Bong-hwan, ex-futebolista norte-coreano.
- 1942 — Miguel de Kent, príncipe britânico.
- 1943
  - Alan Wilson, músico estadunidense (m. 1970).
  - Fred Wesley, músico estadunidense.
  - Milan Máčala, ex-futebolista e treinador de futebol tcheco.
- 1945 — Li Dong-woon, ex-futebolista norte-coreano.
- 1946
  - Ado, ex-futebolista brasileiro.
  - Ron Kovic, escritor e ativista estadunidense.
- 1947
  - Luciano do Valle, locutor esportivo, apresentador e empresário brasileiro (m. 2014).
  - Jacques Morali, produtor musical e compositor francês (m. 1991).
- 1948
  - René Arnoux, ex-automobilista francês.
  - Tommy Körberg, cantor e ator sueco.
  - Jeremy Spencer, músico britânico.
  - Louis Raphaël I Sako, religioso iraquiano.
- 1949
  - Alex Miller, ex-futebolista e treinador de futebol britânico.
  - Horst Seehofer, político alemão.
- 1950 — Steven Sasson, engenheiro estadunidense.

#### 1951–2000
- 1951 — Khajag Barsamian, arcebispo armênio.
- 1952
  - Álvaro Uribe, político e advogado colombiano.
  - John Waite, cantor britânico.
- 1954
  - Larry Van Kriedt, músico estadunidense.
  - Marta Lucía Ramírez, advogada e política colombiana.
- 1955 — Kevin Nichols, ex-ciclista australiano.
- 1956 — Bárbara Bruno, atriz brasileira.
- 1958
  - Kirk Pengilly, músico australiano.
  - Orlando Roa Barbosa, arcebispo e teólogo colombiano.
  - Carl Valentine, ex-futebolista e treinador de futebol canadense.
  - Beto Mi, cantor, compositor, produtor musical e arranjador brasileiro (m. 2019).
- 1959 — Victoria Abril, atriz espanhola.
- 1960
  - Roland Ratzenberger, automobilista austríaco (m. 1994).
  - Dan Drinan, ex-automobilista estadunidense.
  - Buenaventura Ferreira, ex-futebolista e treinador de futebol paraguaio.
  - José Rainha Júnior, ativista brasileiro.
- 1961
  - Valentin Ivanov, ex-árbitro de futebol russo.
  - Alberto Vaquina, político moçambicano.
  - Andrew Zimmern, escritor, apresentador e chef de cozinha estadunidense.
  - Jimy Raw, radialista, apresentador e cantor brasileiro (m. 2020).
- 1962 — Pam Shriver, ex-tenista estadunidense.
- 1963
  - Henri Leconte, ex-tenista francês.
  - Luis Ramallo, ex-futebolista boliviano.
  - Michael Sweet, cantor, compositor e produtor musical estadunidense.
  - Jan Mølby, ex-futebolista dinamarquês.
- 1964
  - Mark Slaughter, cantor estadunidense.
  - Edi Rama, político, pintor e jornalista albanês.
- 1965
  - Kyriakos Karataidis, ex-futebolista grego.
  - Horace Grant, ex-jogador de basquete estadunidense.
  - Giancarlo Marocchi, ex-futebolista italiano.
- 1966
  - Rosalia de Souza, cantora brasileira.
  - Minas Hantzidis, ex-futebolista grego.
- 1967 — Fernandinho Beira-Mar, criminoso brasileiro.
- 1968
  - Jorge Alcaraz, ex-futebolista paraguaio.
  - Mark Lenzi, atleta de saltos ornamentais estadunidense (m. 2012).
- 1969
  - Vanderlei Cordeiro de Lima, ex-maratonista brasileiro.
  - Charles Paraventi, ator brasileiro.
- 1970
  - Koman Coulibaly, ex-árbitro de futebol malinês.
  - Adriana Garambone, atriz e cantora brasileira.
  - Tony Vidmar, ex-futebolista e treinador de futebol australiano.
  - Andrei Cherkasov, ex-tenista russo.
  - Ana Abrunhosa, economista, professora e política portuguesa.
- 1971 — Ned Zelić, ex-futebolista australiano.
- 1972 — Gackt, músico japonês.
- 1973
  - Anjelika Krylova, ex-patinadora artística russa.
  - Jan Magnussen, automobilista dinamarquês.
  - Michael Johnson, ex-futebolista e treinador de futebol jamaicano.
  - Tony Popović, ex-futebolista e treinador de futebol australiano.
  - Ana María Orozco, atriz colombiana.
- 1974 — Denis Pankratov, ex-nadador russo.
- 1975 — Milan Osterc, ex-futebolista esloveno.
- 1976
  - Marcelo Romero, ex-futebolista uruguaio.
  - Daijiro Kato, motociclista japonês (m. 2003).
  - Rodrigo Constantino, escritor e jornalista brasileiro.
- 1977
  - Daniel Melo, ex-tenista brasileiro.
  - Orri Páll Dýrason, baterista islandês.
- 1978
  - Marcos Daniel, ex-tenista brasileiro.
  - Émile Mpenza, ex-futebolista belga.
  - Becki Newton, atriz estadunidense.
  - Yusuke Murata, desenhista japonês.
  - Fatima Moreira de Melo, jogadora de hóquei neerlandesa.
  - Andrea Gabriel, atriz estadunidense.
- 1979 — Renny Vega, ex-futebolista venezuelano.
- 1980 — Thomas J. Bergersen, compositor norueguês.
- 1981
  - Dédé, ex-futebolista angolano.
  - Christoph Preuß, ex-futebolista alemão.
  - Tahar Rahim, ator francês.
- 1982
  - Hannah Harper, atriz britânica de filmes eróticos.
  - Daniel Arismendi, ex-futebolista venezuelano.
- 1983
  - Isabeli Fontana, modelo brasileira.
  - Miguel Pinto, futebolista chileno.
  - Márcio Mossoró, ex-futebolista brasileiro.
  - Melanie Fiona, cantora canadense.
  - Lígia Fagundes, atriz e produtora brasileira.
- 1984
  - Jazmín de Grazia, modelo argentina (m. 2012).
  - Miguel Santos Soares, futebolista timorense.
  - Amine Ltaïef, ex-futebolista tunisiano.
  - Damián Quintero, carateca espanhol.
- 1985
  - Mariana Rios, atriz e cantora brasileira.
  - Wason Rentería, ex-futebolista colombiano.
  - Miguel Ángel Hurtado, futebolista boliviano.
- 1987
  - Misael Silva Jansen, ex-futebolista brasileiro.
  - Yimer Wude Ayalew, meio-fundista etíope.
- 1988
  - Bárbara, futebolista brasileira.
  - Angelique Boyer, atriz, modelo e cantora mexicana.
  - Jada Stevens, atriz estadunidense de filmes eróticos.
- 1989
  - Ignacio Fideleff, ex-futebolista argentino.
  - Germán Sánchez, automobilista espanhol.
- 1990
  - David Kross, ator alemão.
  - Melissa Barrera, atriz mexicana.
- 1991
  - Souleymane Cissokho, pugilista francês.
  - Hugo Barrette, ciclista canadense.
  - Buly da Conceição Triste, canoísta são-tomense.
- 1992
  - Ángel Romero, futebolista paraguaio.
  - Óscar Romero, futebolista paraguaio.
  - Yuki Bhambri, tenista indiano.
- 1993 — Mate Pavić, tenista croata.
- 1994 — DeAndre' Bembry, jogador de basquete estadunidense.
- 1995
  - Daley Sinkgraven, futebolista neerlandês.
  - Álex Berenguer, futebolista espanhol.
  - Post Malone, rapper, ator e compositor estadunidense.
- 1996 — Ernesto Escobedo, ex-tenista estadunidense.
- 1997
  - Daniel Fuzato, futebolista brasileiro.
  - Juan Izquierdo, futebolista uruguaio (m. 2024).
- 1998 — Nahuel Bustos, futebolista argentino.
- 1999
  - Moa Kikuchi, cantora e modelo japonesa.
  - Tuta, futebolista brasileiro.
- 2000 — Ralina Arabova, modelo russa.

### Século XXI
- 2001
  - Letícia Pedro, atriz brasileira.
  - Alan Varela, futebolista argentino.
- 2002 — Murillo, futebolista brasileiro.
- 2003 — Krittin Kitjaruwannakul, ator tailandês.
- 2004 — Alex R. Hibbert, ator estadunidense.
- 2006 — Lorran, futebolista brasileiro.

## Mortes

### Anterior ao século XIX
- 0907 — Leopoldo da Baviera (n. ?).
- 0943 — Taejo de Goryeo, imperador coreano (n. 877).
- 0966 — Papa Bento V (n. 915).
- 0973 — Ulrico de Augsburgo, bispo e santo (n. 890).
- 1187 — Reinaldo de Châtillon, príncipe de Antioquia (n. 1125).
- 1307 — Rodolfo I da Boêmia, rei da Boêmia (n. c. 1282).

- 1336 — Isabel de Aragão, Rainha de Portugal (n. 1271).
- 1429 — Carlos I Tocco, conde palatino de Cefalônia (n. 1376).
- 1541 — Pedro de Alvarado, explorador espanhol (n. 1495).
- 1546 — Barba-Ruiva, almirante otomano (n. 1478).
- 1582 — Dom Brás, compositor português (n. ?).
- 1623 — William Byrd, compositor inglês (n. 1543).
- 1641 — Pedro Teixeira, militar e explorador português (n. 1570).
- 1761 — Samuel Richardson, escritor britânico (n. 1689).
- 1780 — Carlos Alexandre de Lorena, general austríaco (n. 1712).
- 1789 — Cláudio Manuel da Costa, jurista e poeta luso-brasileiro (n. 1729).

### Século XIX
- 1808 — Fisher Ames, político estadunidense (n. 1758).
- 1826
  - John Adams, político estadunidense (n. 1735).
  - Thomas Jefferson, político estadunidense (n. 1743).
- 1831 — James Monroe, político estadunidense (n. 1758).
- 1848 — François-René de Chateaubriand, escritor francês (n. 1768).

### Século XX
- 1902 — Swami Vivekananda, líder espiritual indiano (n. 1863).
- 1905 — Élisée Reclus, anarquista francês (n. 1830).
- 1910 — Giovanni Schiaparelli, astrônomo italiano (n. 1835).
- 1920 — Max Klinger, pintor, escultor e artista gráfico alemão (n. 1857).
- 1922 — Lothar von Richthofen, aviador alemão (n. 1894).
- 1925 — Pier Giorgio Frassati, santo italiano (n. 1901).
- 1934 — Marie Curie, cientista polonesa (n. 1867).
- 1938 — Suzanne Lenglen, tenista francesa (n. 1899).
- 1941 — Antoni Łomnicki, matemático polonês (n. 1881).
- 1942 — Józef Kowalski, padre e beato católico polonês (n. 1911).
- 1948 — Monteiro Lobato, escritor brasileiro (n. 1882).
- 1953 — Marcelo Tupinambá, compositor brasileiro (n. 1889).
- 1976 — Yonatan Netanyahu, militar israelense (n. 1946).
- 1982 — Terry Higgins, primeira pessoa britânica conhecida a morrer de AIDS (n. 1945).
- 1986 — Oscar Zariski, matemático russo (n. 1899).
- 1992 — Ástor Piazzolla, bandolinista e compositor argentino (n. 1921).

### Século XXI
- 2001 — Connie Panzarino, ativista norte-americana (n. 1947).
- 2002 — Laurent Schwartz, matemático francês (n. 1915).
- 2003 — Barry White, músico e compositor estadunidense (n. 1944).
- 2005 — Bryan Coleman, ator britânico (n. 1911).
- 2007
  - Henrique Viana, ator português (n. 1936).
  - José Agrippino de Paula, escritor brasileiro (n. 1937).
- 2008 — Jesse Helms, político estadunidense (n. 1921).
- 2009
  - Brenda Joyce, atriz estadunidense (n. 1917).
  - Jean-Baptiste Tati Loutard, político e poeta congolês (n. 1938).
  - Laurence Villiers, nobre britânico (n. 1933).
  - Robert Louis-Dreyfus, empresário francês (n. 1946).
- 2020 — Martha Rocha, modelo e primeira Miss Brasil (n. 1936).
- 2023 — Siqueira Campos, político brasileiro (n.1928).

## Feriados e eventos cíclicos

### Astronomia
- Afélio da Terra

### Brasil
- Dia do Operador de Telemarketing
- Aniversário do município de Ibitinga, São Paulo
- Aniversário do município de Taquari, Rio Grande do Sul
- Aniversário do município de Piripiri, Piauí
- Aniversário do município de Paranaíba, Mato Grosso do Sul
- Aniversário do município de Nova Mutum, Mato Grosso
- Aniversário do município de Campo Verde, Mato Grosso
- Aniversário do município de Campo Novo do Parecis, Mato Grosso
- Aniversário do município de Uruaçu, Goiás

### Estados Unidos
- Dia da Independência

### Portugal
- Feriado Municipal de Coimbra (Santa Isabel de Portugal) e Castanheira de Pêra (Criação do Município)

### Cristianismo
- André de Creta
- Isabel de Portugal
- Józef Kowalski
- Pier Giorgio Frassati
- Ulrico de Augsburgo

## Outros calendários
- No calendário romano era o 4.º dia (IV) antes das nonas de julho.
- No calendário litúrgico tem a letra dominical C para o dia da semana.
- No calendário gregoriano a epacta do dia é xxiii.